# 为奴隶的母亲

1953年人民文学出版社版本

《为奴隶的母亲》是作家柔石写于1930年的一部短篇小说，采用了白描的手法表现。

## 出版情况
- 《为奴隶的母亲》，柔石著，林锴插图，人民文学出版社出版，1953年12月北京第一版，中国图书发行公司发行。
- 《二月》，柔石，人民文学出版社，2009年，ISBN 9787020071975。

## 改编作品
- 何琳因出演该小说改编成的同名电影母亲阿秀一角，获2005年第33届国际艾美奖“最佳女主角”奖。